# أوميغا ريد
أوميغا ريد هي شخصية خيالية في مارفل كومكس من ابتكار جيم لي وجون بيرن.ظهرت الشخصية لأول مرة في يناير 1992.